# Irina Soloviova
Irina Baianovna Soloviova (Kireyevks, 6 de setembro de 1937) é uma ex-cosmonauta da antiga União Soviética. Ela fez parte da primeira turma feminina de cosmonautas daquele país, mas retirou-se do programa espacial soviético sem haver realizado nenhuma missão ao espaço. 

## História
Irina Soloviova nasceu em Kireyevsk, região de Tula, na União Soviética, em 6 de setembro de 1937. Em 1959 graduou-se em engenharia mecânica pelo Instituto Politécnico de Sverdlovsk. Começou a praticar paraquedismo pouco depois. Em abril de 1962, ao ser selecionada para a primeira turma feminina de cosmonautas da União Soviética, aos 24 anos de idade, ela já tinha a seu crédito nada menos que 2.200 saltos de paraquedas. Em 1963, por ocasião do voo espacial de Valentina Tereshkova a bordo da nave Vostok 6, Soloviova chegou a ser escolhida, juntamente com sua colega Valentina Ponomaryova como uma das cosmonautas femininas a servir como tripulante reserva para a histórica missão. Em 1965 ela foi escolhida, juntamente com Ponomaryova, para voar a bordo da nave espacial Voskhod 5. Durante esta missão, planejada para durar dez dias, Soloviova deveria realizar uma atividade extraveicular, tornando-se assim a primeira mulher a caminhar no espaço. Porém, a missão desta nave foi adiada após os problemas enfrentados durante a missão Voskhod 2 e posteriormente cancelada após a morte de Sergei Korolev, o projetista-chefe do programa espacial soviético e idealizador do voo. Em 1967 Soloviova graduou-se na Academia de Engenharia Zhukovsky, da Força Aérea Soviética em Monino. Em outubro de 1969, ao ficar claro que a União Soviética não realizaria tão cedo novas missões com suas cosmonautas femininas, a maioria delas foi retirada do programa espacial de seu país. Irina Soloviova encontrava-se entre as que foram retiradas do cargo de cosmonauta (na verdade, de todas as cinco mulheres escolhidas como cosmonautas, apenas Valentina Tereshkova foi mantida como tal após outubro de 1969). Após sua saída do programa espacial, Solovyiova manteve-se como oficial da Força Aérea Soviética. Em fevereiro de 1988 ela participou de uma missão soviética de pesquisa na Antártica, formada apenas por mulheres. Posteriormente retirou-se do serviço militar ativo.

## Ligações Externas
- http://www.spacefacts.de/english/bio_cosm.htm
- http://www.astronautix.com/astros/solvyova.htm
- BURGESS, Collin; HALL, Rex. The First Soviet Cosmonaut Team: Their Lives, Legacy And Historical Impact. Chichester, UK: Springer/Praxis, 2009.
- SHAYLER, David J.; MOULE, Ian. Women in Space: Following Valentina. Chichester, UK: Springer/Praxis, 2005.